# Icós
Os icós foram um povo indígena brasileiro que se autodenomina Quincu pertencente aos Cariús um ramo Cariri que habitou a região limítrofe entre Paraíba, Rio Grande do Norte e Ceará, num território compreendido desde a margem direita do Salgado até a margem esquerda do Peixe, ficaram conhecidos também pela corruptela de Icózinho no Ceará , Curema na Paraíba e  Caicó  no Rio Grande do Norte 
Icó provém da junção dos termos tupis i (água) e có (fazenda, roça), o que produz o significado de «poço da roça.» A denominação dessa tribo tapuia mais tarde batizou uma cidade cearense homônima.

## História

### Conquista
Antes da chegada dos conquistadores luso-brasileiros, os Icós viviam sobretudo da caça e da coleta e vagavam pelo sertão nordestino. No tratado de paz realizado em 1672 com várias tribos do Ceará, os Icós e Caratiús, então confederados, ficaram de fora. Entre 1694 e 1695 eles quase aniquilaram de vez os colonizadores das terras da bacia dos rios Jaguaribe e Banabuiú.
Sobre esses embates e a trégua com esses indígenas, há a seguinte citação no livro Os indígenas do Nordeste, de 1935:
índios de corso, como eram então chamadas as tribos saqueadoras e rapinantes; tais depredações fizeram nas terras de Jaguaribe, que o capitão-mor Fernão Carrilho organizou, em 1694, uma expedição para batê-los, sob o cominando de Francisco Dias Carvalho. Pacificados alguns anos depois, em 1700, pelo padre João de Matos Serra, foram eles aldeados no local onde está hoje edificada a cidade de Sousa, na Paraíba do Norte.
Dentre as várias batalhas que esses autóctones travaram com os colonizadores, pode-se citar as do início do século XVIII, quando tribos Icós que habitavam as Serras do Pereiro e os sertões do Cedro, impediram o capitão-mor Gabriel da Silva de povoar a região. O capitão então providenciou uma fortificação em forma de paliçada para defender os moradores da ribeira do rio Salgado, região onde hoje se assenta a cidade de Icó.
No livro Ouro Vermelho: a Conquista dos Índios Brasileiros pode-se ler a seguinte narrativa:
(...) As tribos pagãs foram sentenciadas sem uma única audiência e muitas vezes foram mortas após se renderem. Houve ataques traiçoeiros, imotivados, contra os Icós do Jaguaribe em 1704, e novamente em 1707, 1708 e 1720, quando muitos índios foram escravizados.

### Extinção e legado
O povo Icó se extinguiu ainda no início do século XIX. Deixaram como legado, além da contribuição genética através da mestiçagem com os conquistadores, alguns usos e costumes, assim como vários vocábulos sobretudo os relativos a povoações ou acidentes geográficos.